# تيلدن كامبل
تيلدن كامبل (بالإنجليزية: Tilden Campbell)‏ هو لاعب كرة قدم أمريكية أمريكي، ولد في 21 نوفمبر 1908 في باين بلاف في الولايات المتحدة، وتوفي في 23 فبراير 1963.